# Misturatosphaeria aurantonotata
Misturatosphaeria aurantonotata är en svampart som beskrevs av Mugambi & Huhndorf 2009. Misturatosphaeria aurantonotata ingår i släktet Misturatosphaeria och familjen Lophiostomataceae.   Inga underarter finns listade i Catalogue of Life.